# 황의성
황의성(黃義成, 1932년 7월 4일~2000년 4월 8일)은 대한민국의 군인, 정치인이다. 제14대 국회의원을 지냈다. 본관은 장수이며, 출생지는 전라남도 구례군이다.

## 학력
- 구례중앙공립국민학교 졸업
- 경기공립중학교 수료
- 해군사관학교 6기 졸업
- 국방대학원 졸업
- 미해군대학원 졸업

## 경력
- 국방대학원 교수
- 한국함대1전단 사령관
- 해군본부기획·군수참모부장
- 동원토건대표이사
- (주)와싱톤관광회장
- APPF 대국대표
- 교체위원·통상산업위원·윤리위원

## 상훈
- 충무무공훈장
- 화랑무공훈장
- 보국훈장삼일장
- 보국훈장천수장

## 역대 선거 결과
| 실시년도 | 선거   | 대수 | 직책     | 선거구             | 정당   | 득표수   | 득표율          | 순위 | 당락 | 비고 |
| -------- | ------ | ---- | -------- | ------------------ | ------ | -------- | --------------- | ---- | ---- | ---- |
| 1992년   | 총선   | 14대 | 국회의원 | 전남 곡성군·구례군 | 민주당 | 32,436표 | \| \| 71.05% \| | 1위  |      | 초선 |
|          | 71.05% |      |          |                    |        |          |                 |      |      |      |